# Калинино (Волгоградская область)
Калинино — село в Старополтавском районе Волгоградской области России, в составе Новополтавского сельского поселения.
Население — 296 (2010)

## История
Дата основания не установлена. Предположительно основано в период коллективизации. Хутор Калинин впервые обозначен на административно-хозяйственной карте АССР немцев Поволжья. Населённый пункт относился к Старо-Полтавскому кантону
28 августа 1941 года был издан Указ Президиума ВС СССР о переселении немцев, проживающих в районах Поволжья. Немецкое население АССР немцев Поволжья депортировано. Село в составе Старополтавского района отошло к Сталинградской области (с 1961 года - Волгоградской). В 1961 году Калининский сельсовет был упразднён, территория была передана в состав Новополтавского сельсовета.

## Физико-географическая характеристика
Калинино расположено при овраге в степи, в Низком Заволжье. Рельеф местности равнинный. Центр села расположен на высоте около 55 метров над уровнем моря. Почвы каштановые.
Через село проходит автодорога, связывающее село Старая Полтавка и региональную автодорогу Астрахань — Волжский — Энгельс — Самара. Расстояние до Новой Полтавки - 16 км, до районного центра села Старая Полтавка - 25 км, до областного центра города Волгограда — 260 км, до города Саратова — 160 км.
Климат
Климат умеренный континентальный (согласно классификации климатов Кёппена — Dfa). Многолетняя норма осадков — 375 мм. Наибольшее количество осадков выпадает в июне — 40 мм, наименьшее в марте — 20 мм. Среднегодовая температура положительная и составляет + 7,0 °C, средняя температура самого холодного месяца января −9,8 °C, самого жаркого месяца июля +23,1 °C.
Часовой пояс
Калинино, как и вся Волгоградская область, находится в часовой зоне МСК (московское время). Смещение применяемого времени относительно UTC составляет +3:00.

## Население
| 1987 | 2002 |
| ---- | ---- |
| ≈470 | 441  |

| 2010 |
| ---- |
| 296  |